# NGC 6732
NGC 6732 (również PGC 62586 lub UGC 11381) – galaktyka eliptyczna (E), znajdująca się w gwiazdozbiorze Smoka. Odkrył ją Lewis A. Swift 16 października 1886 roku.
Galaktyce tej towarzyszy znacznie mniejszy, zwarty obiekt skatalogowany jako PGC 2413402, nazywany czasem NGC 6732-2. Ze względu na słabą jakość dostępnych zdjęć natura tego obiektu nie jest dokładnie poznana – część źródeł klasyfikuje go jako galaktykę, lecz może to też być gwiazda lub gwiazdy pierwszego planu.